# Le Monstre sans visage
Pour plus de détails, voir Fiche technique et Distribution.
Le Monstre sans visage (Ladrón de cadáveres) est un film de science-fiction horrifique mexicain réalisé par Fernando Méndez et sorti en 1957.
En juillet 1994, le film est inclus dans la liste établie par la revue Somos des 100 meilleurs films mexicains de tous les temps.

## Synopsis
Au Mexique, le capitaine de police Carlos Robles (Crox Alvarado) n'a aucune piste pour résoudre une série de meurtres atroces commis sur plusieurs athlètes de haut niveau. Le Comandante ignore que le scientifique Don Panchito est responsable de ces meurtres et qu'il a assassiné la communauté athlétique afin de fournir des sujets pour ses expériences. La procédure de Panchito consiste à retirer le cerveau de la victime et à le remplacer par celui d'un animal dans le but de trouver un moyen de vaincre la mort.
Désireux de résoudre les meurtres, Robles demande l'aide du lutteur Guillermo Santana (Wolf Ruvinskis) qui sert d'appât afin d'attraper le meurtrier. Cependant, le piège tourne mal et Santana est capturé et assassiné par Panchito qui lui enlève le cerveau et le remplace par celui d'un gorille. Contrairement à la plupart des autres victimes de Panchito, Santana survit à la procédure, mais il est transformé en un état grotesque et bestial qui semble avoir pris plusieurs caractéristiques de celles d'un singe. Couvrant son horrible visage d'un masque, Panchito envoie Santana sur un ring de catch. Cependant, pendant le combat, le côté animal de Santana prend le dessus sur la programmation de Panchito, arrachant son masque et exposant son visage hideusement déformé. Santana retrouve Panchito et le massacre, puis enlève Lucía, la femme qu'il aimait lorsqu'il était humain, et s'enfuit sur les toits avec la police à sa poursuite. Santana attaque la police, mais il est abattu par Robles et meurt en tombant du toit.

## Fiche technique
- Titre original mexicain : Ladrón de cadáveres[2],[3]
- Titre français : Le Monstre sans visage[4]
- Réalisation : Fernando Méndez
- Scénario : Fernando Méndez, Alejandro Verbitzky
- Photographie : Víctor Herrera
- Montage : Jorge Bustos (en)
- Musique : Federico Ruiz (en)
- Effets spéciaux : Juan Muñoz Ravelo
- Décors : Gunther Gerszo
- Maquillage : Margarita Ortega
- Production : Sergio Kogan
- Société de production : Internacional Cinematográfica
- Pays de production :  Mexique
- Langue originale : espagnol
- Format : Noir et blanc - 1,37:1 - Son mono - 35 mm
- Genre : Film de science-fiction horrifique
- Durée : 80 minutes
- Date de sortie : 
  - Mexique : 26 septembre 1957
  - France : 15 juillet 1959

## Distribution
- Columba Domínguez : Lucía
- Crox Alvarado (es) : Capt. Carlos Robles
- Wolf Ruvinskis (es) : Guillermo Santana / El vampiro
- Carlos Riquelme : Don Panchito / le savant fou
- Eduardo Alcaraz (es) : le chef de la police
- Arturo Martínez (es) : Felipe Dorantes
- Guillermo Hernández : El Lobo
- Yerye Beirute (es) : Cosme Ramírez
- Alberto Catalá : Rubio, Felipe's assistant
- Alejandro Cruz : El Tigre

## Production
Avant la sortie du film en 1956, l'époque dorée du cinéma mexicain touchait à sa fin et la plupart des critiques rejetaient les films mexicains qui sortaient en salles. La sortie de deux films réalisés par Fernando Mendez, le premier étant Le Monstre sans visage, sorti en 1956, et Les Proies du vampire en 1957 a été un grand succès critique et public et a contribué à l'avènement de l'âge d'or des films d'épouvante et fantastiques dans le cinéma mexicain,.
L'histoire du Monstre sans visage a été partiellement inspirée par le film Frankenstein (1931) de James Whale, qui fut un succès commercial et critique. Dans l'espoir de reproduire ce succès, les réalisateurs mexicains ont réagi en produisant leurs propres variations des célèbres films de monstres des studios Universal, mais avec suffisamment de différences pour éviter tout procès en droits d'auteur,.

## Exploitation
Le film sort le 26 septembre 1957 au Cine Mariscala.

### Accueil critique
Selon le critique de cinéma Emilio García Riera, le film souffre du « jeu et de la caractérisation peu convaincants et routiniers de Don Panchito », interprété par Carlos Riquelme. Cependant, le même critique loue l'habileté et l'ingéniosité du réalisateur Méndez et du photographe Herrera dans les scènes de combat. Dans l'ensemble, le film est décrit comme « inégal, mais pas ennuyeux ».